# Treriksröset
Coordonate: 69° 3′ 35″ N, 20° 32′ 55″ E
Treriksröset (în norvegiană Treriksrøysa, în finlandeză Kolmen valtakunnan pyykki, în sami Golmma riikka urna) este punctul în care granițele Suediei, Norvegiei și Finlandei converg. Numele locului se poate traduce în limba română ca Movila celor trei Regate, astfel că movila este ea însăși o construcție localizată la 10 metri distanță de țărmul lacului Koltajaure. Treriksröset este punctul cel mai nordic al Suediei, punctul cel mai de vest al Finlandei, precum și cel mai nordic punct de frontieră triplă. Un punct de acces este localitatea finlandeză Kilpisjärvi.

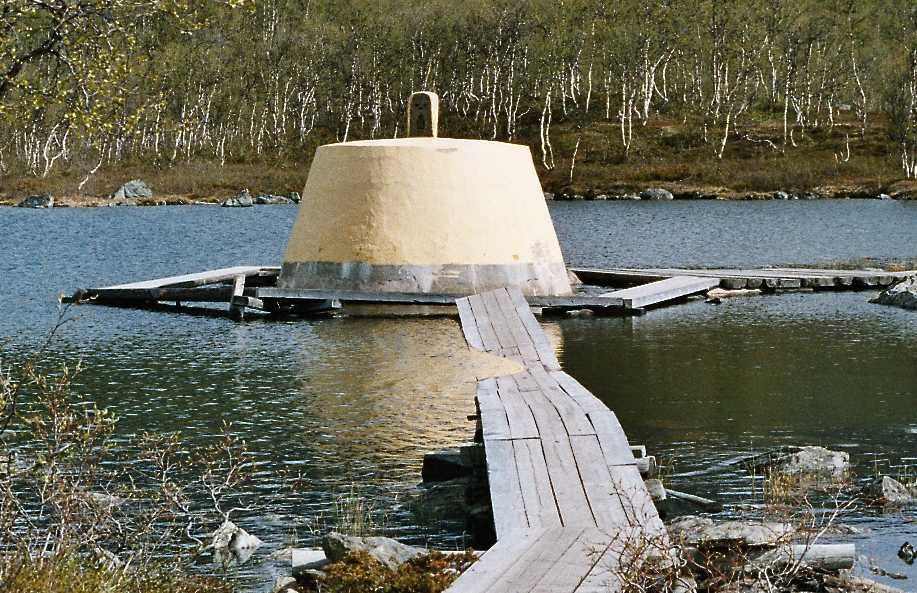
Treriksröset